# Mario Vargas Llosa
Jorge Mario Pedro Vargas Llosa, 1º Marquês de Vargas Llosa (Arequipa, 28 de março de 1936 – Lima, 13 de abril de 2025) foi um escritor, político, jornalista, ensaísta e professor universitário peruano. Vargas Llosa foi um dos romancistas e ensaístas mais importantes da América Latina e um dos principais escritores de sua geração. Alguns críticos consideram que ele teve um impacto internacional e uma audiência mundial maior do que qualquer outro escritor do boom latino-americano.
Alcançou fama internacional na década de 1960 com romances como La ciudad y los perros, A Casa Verde, e a monumental Conversa na Catedral (Conversación en la catedral). Ele escrevia prolificamente em uma grande variedade de gêneros literários, incluindo crítica literária e jornalismo. Seus romances incluem comédias, mistérios de assassinato, romances históricos e thrillers políticos. Vários de seus livros, como La tía Julia y el escribidor, foram adaptados como longas-metragens.
Em 2010, ganhou o Prêmio Nobel de Literatura, com a Academia explicando que a honra lhe era concedida "por sua cartografia de estruturas de poder e suas imagens vigorosas sobre a resistência, revolta e derrota individual".
Morou na Europa por muitos anos e, em 2011, ganhou o título nobiliárquico de Marquês na Espanha, onde residiu desde meados dos anos 2000.

## Biografia

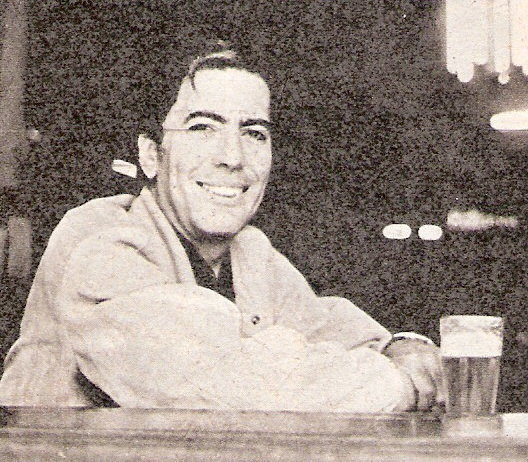
Mario Vargas Llosa em 1982

Nasceu numa família de classe média, filho único de Ernesto Vargas Maldonado e Dora Llosa Ureta, os quais se separaram após cinco meses de casamento. Por essa razão, o menino só conheceu o pai aos dez anos de idade. Sua primeira infância foi em Cochabamba, na Bolívia. No governo de José Luis Bustamante y Rivero, seu avô obteve um importante cargo político em Piura, no norte do Peru, e sua mãe decide retornar ao país para viver naquela cidade.
Em 1946 mudou-se para Lima, onde finalmente conheceu o pai. Os pais reconciliam-se e, durante sua adolescência, a família viveu ali.

### Educação
Ao completar 14 anos, ingressou como aluno interno, por vontade paterna, no Colégio Militar Leôncio Prado, em La Perla, e ali permaneceu dois anos. Essa experiência foi o tema do seu primeiro livro — La ciudad y los perros ("A Cidade e os Cachorros", em tradução livre), publicado no Brasil como "Batismo de Fogo" e, posteriormente, como A Cidade e os Cachorros.
Em 1953 foi admitido na tradicional Universidad Nacional Mayor de San Marcos em Lima, uma das mais antigas da América. Ali estudou Letras e Direito contra a vontade de seu pai.

### Relacionamentos e filhos
Aos 19 anos, casou-se com Julia Urquidi, irmã da mulher de seu tio materno, e passou a ter vários empregos para sobreviver: atuou como redator, mas também fichando livros e até mesmo revisando nomes em túmulos nos cemitérios. Em 1958 recebeu uma bolsa de estudos "Javier Prado" a foi para a Espanha, onde obteve um doutorado em Filosofia e Letras na Universidade Complutense de Madri. Após isso foi para a França, onde viveu durante alguns anos. Em 1964 divorciou-se de Júlia e em 1965 casou-se com uma prima, Patricia Llosa, com quem teve três filhos: Álvaro, Gonzalo e Morgana.
O casal eventualmente se separou em algum momento dos anos 2010, com a revista Hola da Espanha revelando em 2016 que o escritor mantinha um relacionamento com Isabel Preysler, primeira esposa do cantor Julio Iglesias, e de quem se separou no final de 2022.

### Saúde
Em abril de 2022, o escritor passou diversos dias hospitalizado para tratar de COVID-19. Depois de receber alta, ele eventualmente falou sobre o assunto, dizendo que se sentiu muito mal e que não conseguia respirar.

### Pandora Papers
Em 2021 Llosa teve seu nome envolvido num esquema fraudulento chamado Pandora Papers. Segundo as investigações, feitas por um grupo de jornalistas, o escritor havia criado uma empresa, a Melek Investments Inc. nas Ilhas Virgens Britânicas, um paraíso fiscal, para colocar os royalties de suas obras. À época também, nem seu endereço oficial ficava claro e em cartas apresentadas em 2015 ele havia declarado como seu endereço o bairro de Barranco, em Lima, no Peru, apesar do portal RPP do Peru destacar que "sobre as declarações fiscais do romancista no Peru e na Espanha, a Agência Literária Carmen Balcells destacou que, embora o Prêmio Nobel tenha sido concedido à empresa, ele não era residente em nenhum dos dois países".
"Não é proibido criar uma empresa 'offshore', mas você deve declarar isso às autoridades fiscais do país onde reside e, se aplicável, pagar os impostos correspondentes a esses ativos", explicou a RPP.

### Morte
Llosa morreu em 13 de abril de 2025, aos 89 anos, em Lima.

## Obra
Sua obra critica a hierarquia de castas sociais e raciais, vigente ainda hoje, segundo o escritor, no Peru e na América Latina. Seu principal tema é a luta pela liberdade individual na realidade opressiva do Peru. A princípio, assim como vários outros intelectuais de sua geração, Vargas Llosa sofreu a influência do existencialismo de Jean Paul Sartre.
Muitos dos seus escritos são autobiográficos, como "A cidade e os cachorros" (1963), "A Casa Verde" (1966) e "Tia Júlia e o Escrevinhador" (1977). Por A cidade e os cachorros recebeu o Prêmio Biblioteca Breve da Editora Seix Barral e o Prêmio da Crítica de 1963. Sua obra seguinte, A Casa Verde, mostra a influência de William Faulkner. O romance narra a vida das personagens em um bordel, cujo nome dá título ao livro. Seu terceiro romance, Conversa na Catedral, publicado em quatro volumes e que o próprio Vargas Llosa caracterizou como obra completa, narra fases da sociedade peruana sob a ditadura de Odria em 1950.
Há um encontro, num botequim chamado "La Catedral", entre dois personagens: o filho de um ministro e um motorista particular. O romance caracteriza-se por uma sofisticada técnica narrativa, alternando a conversa dos dois e cenas do passado. Em 1981 publica A Guerra do Fim do Mundo, sobre a Guerra de Canudos, que dedica ao escritor brasileiro Euclides da Cunha, autor de Os Sertões.

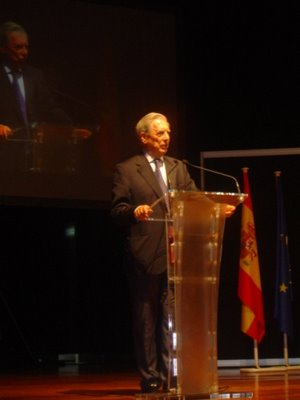
Mario Vargas Llosa em 2007

No ano de 2006, Vargas Llosa publicou o livro Cartas a um jovem romancista, uma espécie de guia para jovens escritores. O livro trata das técnicas do romance. Em uma série de capítulos escritos como se fossem cartas a um jovem ávido por conhecimento da profissão, o autor discorre sobre o que é imprescindível para a criação de um livro. Começa afirmando que todas as histórias se alimentam da vida de seu criador, como um catóblepa - criatura fantástica, descrita Jorge Luis Borges e que, inadvertidamente, pode comer partes do próprio corpo. O autor aborda também o estilo, que deve ser coerente com a história contada e fazer o leitor viver a obra sem perceber que está lendo. Sobre a relação entre narrador e espaço, afirma que o narrador é o personagem mais importante de todos os romances, pois dele dependem os demais, e, no entanto, ele não deve ser confundido com o autor. O narrador pode ser um personagem externo à trama ou ambíguo - de modo que não sabemos se está dentro ou fora do mundo narrado. Além disso, várias obras possuem mais de um narrador. Chama a atenção para a relação entre o espaço ocupado pelo narrador e o espaço narrado: na narração de um personagem, esses dois espaços coincidem, mas, quando o narrador é externo à trama, isso não acontece. Já o narrador ambíguo pode assumir qualquer um desses papéis. Quanto ao tempo, Vargas Llosa afirma que o tempo do romance não é igual ao da realidade, mas uma outra forma, que o autor pode usar para se desvencilhar dela. Há uma distinção simples: o tempo cronológico e o tempo psicológico. O primeiro existe independentemente da subjetividade humana; o segundo se transforma em função de nossas emoções. Outro capítulo trata dos níveis de realidade, da relação entre o plano de realidade em que se situa o narrador e aquele em que se desenrola a história narrada. Nesse caso, também, os planos podem coincidir ou não. Os planos mais claramente autônomos são o do "mundo real" e o do "mundo fantástico". Além disso há guinadas, alterações em qualquer ponto de vista (espacial, temporal ou de nível de realidade). E, por fim, Llosa fala sobre "a caixa chinesa" ou a "boneca russa" (matriosca), como um recurso narrativo em que, tal como esses objetos, uma história principal gera outra ou outras histórias derivadas. Ele conclui encorajando o leitor, afirmando que esforço, disciplina e leituras sistemáticas podem levá-lo a desenvolver seu próprio estilo.
Em 7 de outubro de 2010 foi agraciado com o Prêmio Nobel da Literatura pela Academia Sueca de Ciências "por sua cartografia de estruturas de poder e suas imagens vigorosas sobre a resistência, revolta e derrota individual". O presidente do Peru, Alan García, considerou o prêmio a Llosa como "um reconhecimento a um peruano universal".

### Jornalismo
Llosa trabalhou para diversos jornais, como a France Press. Entre os anos de 2013 e 2020 manteve uma coluna no jornal El País (leia os artigos aqui) e também chegou a manter uma coluna no jornal brasileiro Estadão (aqui).

## Vida política
Inicialmente simpatizante do socialismo e admirador de Fidel Castro, assim como da revolução cubana, Vargas Llosa acabou por adotar posições liberais, a ponto de candidatar-se à presidência de seu país por uma coligação de centro-direita, em 1990.
Na juventude, quando ainda era um escritor iniciante, Mario Vargas Llosa rendeu homenagem aos revolucionários cubanos de 26 de julho de 1953, que, sob a liderança de um guerrilheiro romântico — "assim nos parecia Fidel Castro" — combatiam a tirania de Batista. A partir daí sua simpatia pela Revolução Cubana iria crescer paralelamente a sua exitosa carreira literária e à reação conservadora a sua obra no Peru. Em 1962, seu premiado romance La ciudad y los perros (no Brasil, Batismo de fogo), ambientado num colégio militar onde ele próprio havia estudado, foi violentamente criticado por autoridades do seu país, incluindo dois generais, que classificam Vargas Llosa como inimigo do Peru e caluniador dos sagrados valores nacionais. O escritor, que havia tido um contato superficial com o marxismo quando ingressou na universidade, em 1953, continuava apoiando a Revolução Cubana, escrevendo cartas de solidariedade ao novo regime, participando de eventos literários e congressos na ilha e fazendo parte do conselho de colaboração da revista do centro de pesquisa literária Casa de las Américas, fundada pela mítica revolucionária Haydée Santamaría. Nessa época, Vargas Llosa apoiava radicalmente todo o movimento de esquerda da América Latina. Sua postura começa a mudar depois de visitar por uma semana URSS, em 1966. Chegou a declarar que, se fosse russo, estaria preso ou exilado. Seu entusiasmo diante da Revolução Cubana também arrefecera, sobretudo em razão da censura governamental, particularmente no caso do escritor cubano José Lezama Lima, que, em 1966, teve proibido o seu romance autobiográfico Paradiso — não só pelo conteúdo erótico e homossexual como também por expressar uma estética diametralmente oposta à preconizada pela UNEAC (Unión de Escritores y Artistas de Cuba). Vargas Llosa começa a afastar-se da política de Cuba e escreve um artigo criticando a invasão da Checoslováquia pelos soviéticos e o apoio dado por Fidel Castro à operação. Também, por várias vezes, assumiu a defesa de alguns dos escritores cubanos proscritos pelo regime. Posteriormente, Fidel Castro, em um discurso, declarou que Vargas Llosa não mais poderia voltar a Cuba. Na sequência, Vargas Llosa envia uma carta a Haydée Santamaría, informando sua renúncia ao comitê de redação da revista, selando assim sua separação definitiva da revolução. Dali em diante passaria a defender radicalmente a democracia capitalista e a combater o regime de Castro. A defesa da democracia o levou por vezes a ser acusado por simpatizantes do regime cubano como um defensor dos interesses da burguesia reacionária.
Em 1980 começou a ter maior atividade política em seu próprio país. Em 1983, a pedido do próprio presidente Fernando Belaunde Terry, presidiu a comissão que investigou o caso de oito jornalistas mortos em Ayacucho durante uma campanha contra o movimento maoísta Sendeiro Luminoso Em 1987 iniciou o movimento político liberal contra a estatização da economia, o que ia ao encontro do presidente Alan García. Em 1990 concorreu à presidência do país pela coalizão liberal de direita Frente Demócrata (FREDEMO), vencendo o primeiro turno. No segundo turno, perdeu a eleição para Alberto Fujimori. Decidiu deixar seu país e, em 1993, obteve a cidadania espanhola.
Após isso, retornou à Londres e reiniciou suas atividades literárias. Em 2006, em uma de suas visitas ao país, apoiou a candidatura de Lourdes Flores, que perdeu para Alan García. Suas experiências como escritor e candidato presidencial estão expostas na autobiografia "Peixe na Água", publicada em 1991.
Elogiou o livro Imperiofobia y leyenda negra: Roma, Rusia, Estados Unidos y el Imperio español de María Elvira Roca Barea.

## Prêmios e condecorações
Ao longo de sua carreira, Mario Vargas Llosa recebeu inúmeros prêmios e condecorações, destacando-se o Prêmio Rómulo Gallegos (1967) e o Prémio Cervantes (1994). Também recebeu o Prêmio Nacional de Novela do Peru em 1967, por seu romance A Casa Verde, o Prêmio Príncipe das Astúrias de Letras da Espanha (1986) e o Prêmio da Paz de Autores da Alemanha, concedido na Feira do Livro de Frankfurt (1997). Em 1993, obteve o Prêmio Planeta por seu romance Lituma nos Andes. Um marco na sua carreira literária foi o Prêmio Biblioteca Breve, que lhe foi concedido por Batismo de Fogo, em 1963, assinalando o início de sua brilhante carreira literária internacional.

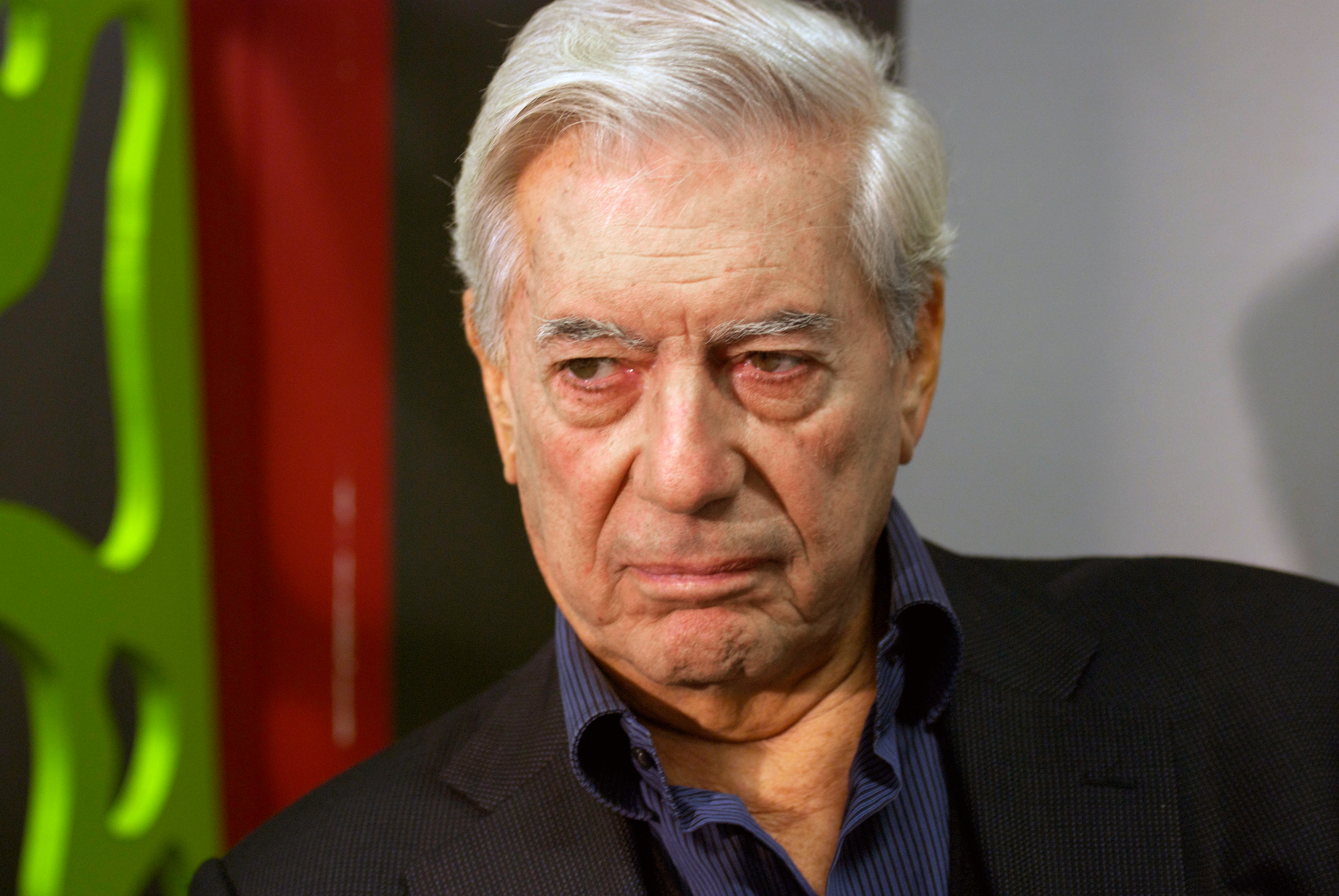
Mario Vargas Llosa na Feira do Livro de Gotemburgo de 2011

Vargas Llosa é membro da Academia Peruana de Línguas desde 1977, da Real Academia Española (RAE) desde 1994, e Sócio Correspondente da Academia Brasileira de Letras desde 2014 e membro da Academia Francesa desde 2021. Tem vários títulos de doutorado honorários, concedidos por universidades da Europa, América e Ásia, dentre as quais Yale (1994), Universidade Ben-Gurion do Negev, de Israel (1998), Harvard (1999), Universidade de Lima (2001), Oxford (2003), Universidade Europeia de Madrid (2005), Sorbonne (2005) e Universidade Nova de Lisboa (2014). Foi condecorado pelo governo francês com medalha da Legião de Honra, em 1985.

### Nobel da Literatura
Ganhou o prémio Nobel da Literatura em 2010.

### Marquês de Vargas Llosa
Em 4 de fevereiro de 2011, Vargas Llosa foi levantado na nobreza espanhola pelo rei Juan Carlos I com o título hereditário de Marqués de Vargas Llosa.

### Ficção
- Os Chefes (1959)
- Batismo de Fogo (Brasil) / A Cidade e os Cães (Portugal) ("La ciudad y los perros") (1963)
- A Casa Verde (1966) (Prêmio Rómulo Gallegos)
- Os Filhotes (1967)
- Conversa na catedral (Brasil) / Conversa n'A Catedral (Portugal) (1969)
- Pantaleão e as visitadoras (1973)
- Brasil: Tia Júlia e o Escrevinhador / Portugal: A Tia Júlia e o Escrevedor (1977)
- A Guerra do Fim do Mundo (1981)
- Historia de Mayta (1984)
- Quem matou Palomino Molero? (1986)
- O falador (1987)
- Elogio da madrasta (1988)
- Lituma nos Andes (1993). Prêmio Planeta
- Os cadernos de Dom Rigoberto (1997)
- Brasil: A festa do bode / Portugal: A festa do chibo (Portugal) (2000)
- O paraíso na outra esquina (2003)
- Travessuras da menina má (2006)
- O sonho do celta (2010)
- O herói discreto (2013)
- Cinco Esquinas (2016)
- Tempos Ásperos (2019)

### Teatro
- A menina de Tacna (1981)
- Kathie e o hipopótamo (1983)
- La Chunga (1986)
- El loco de los balcones (1993)
- Olhos bonitos, quadros feios (1996)

### Ensaio
- García Márquez: historia de un deicidio (1971)
- Historia secreta de una novela (1971)
- A orgia perpétua / La orgía perpetua: Flaubert y «Madame Bovary» (1975)
- Contra viento y marea. Volume I (1962-1982) (1983)
- Contra viento y marea. Volume II (1972-1983) (1986)
- La verdad de las mentiras: Ensayos sobre la novela moderna (1990)
- Contra viento y marea. Volumen III (1964-1988) (1990)
- Carta de batalla por Tirant lo Blanc (1991)
- Desafíos a la libertad (1994)
- La utopía arcaica. José María Arguedas y las ficciones del indigenismo (1996)
- Cartas a un joven novelista (1997)
- El lenguaje de la pasión (2001)
- A tentação do impossível / La tentación de lo imposible (2004)
- Sabres e Utopias (2009)
- A civilização do espetáculo (2012)
- O chamado da tribo: grandes pensadores para o nosso tempo (2018)

### Memórias
- El pez en el agua (1993)